# Фратта-Тодина
Фра́тта-Тоди́на (итал. Fratta Todina) — коммуна в Италии, располагается в области Умбрия, подчиняется административному центру Перуджа.
Население коммуны составляет 1864 человека (2014), плотность населения составляет 100 чел./км². Занимает площадь 17 км². Почтовый индекс — 6054. Телефонный код — 075.
Покровителем населённого пункта почитается Архангел Михаил, день памяти ежегодно отмечается 8 мая.